# هنري الخامس (إمبراطور روماني مقدس)
هنري الخامس (بالألمانية: Heinrich V) (ولِد في عام 1081 أو عام 1086، على الأرجح يوم 11 أغسطس، توفي في 23 مايو عام 1125 في أوترخت)، وكان ملك ألمانيا (منذ عام 1099 وحتى عام 1125) والإمبراطور الرومانيّ المُقدّس (منذ عام 1111 وحتى عام 1125)، وهو الحاكم الرابع والأخير لسلالة ساليان. أصبح حاكمًا مشاركًا لوالده هنري الرابع في عام 1098.
في صراعات الإمبراطور هنري الرابع مع الأمراء الإمبراطوريين والنضال ضد البابوية الإصلاحية أثناء نزاع التنصيب، تحالف الشاب هنري الخامس مع خصوم والده. أجبِر هنري الرابع على التنازل عن العرش في 31 ديسمبر 1105 وحكم لمدة خمس سنوات امتثالًا للأمراء الإمبراطوريين. حاول، دون جدوى، سحب الشعارات من الأساقفة، ومن أجل الحفاظ على الأقل على حقه السابق في التنصيب، قبض على البابا باسكال الثاني وأجبره على أداء تتويجه الإمبراطوري في عام 1111. بمجرد تتويجه إمبراطورًا، ترك هنري الحكم المشترك مع الأمراء ولجأ إلى الحكم السالياني الاستبدادي في وقت سابق. بعد أن فشل في زيادة السيطرة على الكنيسة والأمراء في ساكسونيا وفي الراين الأوسط والسفلي، أجبر الأمراء الإمبراطوريون هنري الخامس في عام 1121 على الموافقة على البابوية. استسلم لمطالب الجيل الثاني من الإصلاحيين الغريغوريين، وفي عام 1122 أنهى هو والبابا كاليستوس الثاني جدل التنصيب في كونكوردات فورمس.

## حياته

### أزمة إمبراطورية
ولد هنري الخامس على الأرجح في 11 أغسطس عام 1081 أو 1086. ومع ذلك، لا يمكن تأكيد سوى تاريخ منحه رتبة الفارس في عيد الفصح 1101. يقام هذا الحفل عادة في سن الخامسة عشر.
اجتاز ثلاثة أطفال لهنري الرابع وزوجته بيرتا من سافوي (توفي عام 1087)، هنري وشقيقيه اللذين يكبرانه، كونراد وأغنيس، سن الطفولة، ومات شقيقان آخران في وقت مبكر. يبدو أن هنري قضى السنوات الأولى من حياته بشكل أساسي في ريغنسبورغ. كان معلمه كونراد أسقف أوترخت.
عند ولادة هنري، كان والده، الإمبراطور هنري الرابع، قد دخل بالفعل في صراعات طويلة ولسنوات عديدة مع البابا، والأساقفة الإمبراطوريين، والأمراء العلمانيين للحفاظ على حكمه. لم يولِ هنري أي اهتمام كبير للمشورة، أو حقوق وامتيازات النبلاء ملاك الأرض. انضمت دوقيات بافاريا الجنوبية، وشوابيا، وكارينثيا إلى دوقية ساكسونيا، باعتبارها مركز المقاومة. سعت الدوقيات الجنوبية مرة أخرى لكسب دعم البابا غريغوري السابع، المدافع الرئيسي عن أفكار إصلاح الكنيسة. كان مطلب غريغوري المركزي هو أن الإمبراطور يجب أن يمتنع عن تنصيب رؤساء الدير والأساقفة، وهي ممارسة كانت ضرورية لنظام الكنيسة الإمبراطورية منذ الإمبراطور أوتو الأول. حُرم غريغوري السابع هنري الرابع كنسيًا عام 1077. من خلال إذلاله في كانوسا، تمكن هنري من الحصول على المغفرة. في عامي 1080 و1094 حُرم هنري الرابع كنسيًا مرة أخرى. في عام 1102 أُعلن حظر الكنيسة مرة أخرى عليه وعلى حزبه، بما في ذلك ابنه هنري الخامس. أدى الصراع إلى فصل الإمبراطورية عن الكنيسة.
لذلك سعى هنري الرابع إلى تعزيز نفوذه في الجنوب. كانت ابنته أغنيس مخطوبة لفريدريش الذي حصل على دوقية شوابيا في عام 1079. سعى الإمبراطور أيضًا إلى تأمين خلافته الملكية. اختار هنري الرابع ابنه الأكبر، كونراد، ليكون وريثه ورتب لتتويجه ملكًا في آخن عام 1087. بعد أن انضم كونراد إلى حزب الإصلاح الكنسي في إيطاليا عام 1093، ألغيت ملكيته وميراثه في محكمة في ماينز ونُقلت إلى شقيقه الأصغر، هنري الخامس، في مايو عام 1098. كان على الأخير أن يقسم ألا يحكم الأب أبدًا. في 6 يناير 1099، توج هنري الخامس ملكًا في آخن، وهناك طُلب منه إعادة القسم. توفي شقيقه كونراد في فلورنسا في 27 يوليو عام 1101. كان استمرار وجود سلالة ساليان يعتمد على هنري الخامس، الابن الوحيد للإمبراطور. استمرت الوصاية المشتركة بين الابن والأب دون مشاكل واضحة لمدة ست سنوات. على عكس الأبناء الذين حكموا سابقًا، لم يكن هنري الخامس معنيًا بالشؤون الحكومية. استمرت سياسات والده في توخي الحذر الشديد بعد وفاة ابنه الأكبر كونراد.

### تولي السلطة
ما زالت الأسباب والدوافع التي أدت إلى خلع هنري الرابع من قِبل ابنه محل نقاش بين الباحثين المعاصرين. يقول ستيفان وينفورتر إن دوافع الإصلاح الديني والتأثير المدمر لمجموعة شابة بافارية من الكونتات وهم -مارغريف ديبولد الثالث فون فوهبورغ، والكونت برنغار الثاني من سولزباخ، والكونت أوتو فون هابسبورغ كاستل- الأسباب الرئيسية وراء ذلك. نجح هؤلاء النبلاء في إقناع الشاب هنري الخامس بقضية والده الخاسرة وانتصار الإصلاح في نهاية المطاف. فإذا لم يتحرك وانتظر حتى وفاة والده، فإن شخصًا آخر سيحاول تسلق العرش وسيجد العديد من المؤيدين له. حرصًا على خلاصه، تخلى هنري عن والده وانضم إلى «مجتمع الخلاص» للشباب البافاريين.
هناك خطة بحث أخرى تدعم النظرية القائلة بأن مقتل سيغارد من بورغهاوزن في فبراير 1104 على يد الوزاريات ومواطني ريغنسبورغ كان الدافع للإطاحة بهنري الرابع. وفقًا للأقارب في بورغهاوزن والنبلاء الآخرين، فشل الإمبراطور في معاقبة الجناة بصورة مناسبة، ما أثبت أن هنري الرابع كان ينظر إلى الأرستقراطيين بازدراء. حاول هنري الخامس عبثًا التوسط في تسوية ودية بين بورغهاوزن والوزراء في النزاع الذي أدى إلى القتل، وكان لديه أيضًا سبب للاستياء من تقاعس والده. عيب هذه النظرية هو أنه هناك فارق طويل جدًا بين مقتل بورغهاوزن وتخلي هنري الخامس عن والده.
في نوفمبر 1104 انضم هنري الخامس إلى جيش والده في حملة عقابية ضد الإصلاحيين الساكسونيين الذين عارضوا انتخاب رئيس أساقفة ماغدبورغ. في 12 ديسمبر عام 1104 انفصل هنري الخامس عن والده، وبذلك كسر قسم الولاء للملك الحاكم. شق هنري الخامس طريقه إلى ريغنسبورغ، حيث احتفل بعيد الميلاد مع أتباعه. أثناء وجوده هناك، سعى أعداء والده لإقناعه بالثورة. أخذ هنري حججهم بعين الاعتبار، لكنه كان مقيدًا بالقسم الذي أقسمه بعدم المشاركة في أعمال الإمبراطورية خلال حياة والده. في مطلع العام 1104/1105، أرسل رسلًا إلى روما إلى البابا باسكال الثاني لطلب الإعفاء من قَسَم الولاء، ووعد البابا هنري الخامس بإعفائه من ذنب كسر هذا القسم وليس هذا فقط بل دعمه في النضال ضد والده، شريطة أن يكون هنري ملكًا صالحًا ومروجًا للكنيسة.
بين عام 1105 وعام 1106، نشر مؤيدو هنري الرابع وهنري الخامس الحجج في الرسائل والنصوص التاريخية من أجل بناء الدعم بين شعب الإمبراطورية، بينما اتهم الأب والابن أحدهما الآخر بتجاهل الأوامر الإلهية والدنيوية. بدأ هنري الخامس تعزيز علاقاته مع ساكسونيا، حيث كانت المعارضة ضد والده قوية بشكل خاص ويرجع ذلك جزئيًا إلى غيابه عن الدوقية منذ عام 1089. في ربيع عام 1105 أقام هنري الخامس في ساكسونيا لمدة شهرين وأظهر استعداده للعمل مع الكنيسة على أساس الأفكار الغريغورية من خلال إزالة الأساقفة، فريدريش فون هالبرستات، وأودو فون هيلديشيم، وهنري فون بدربورن، الذين عينهم والده. في كفيدلينبورغ، دخل البلدة حافي القدمين يوم أحد الشعانين، ما دل على تواضعه، وهي فضيلة مسيحية أساسية للحكام. اختتمت إقامته بالاحتفال بعيد العنصرة في مرسيبورغ، وتثبيت مطران ماغدبورغ.